# شاهزاده محمد صلاح الدين
شاهزاده محمد صلاح الدين (بالتركية العثمانية: شہزادہ محمد صلاح الدین)‏ (12 أغسطس 1861 - 29 أبريل 1915) أمير عثماني والابن الوحيد للسلطان مراد الخامس، وهو حفيد السلطان عبد المجيد الأول وشوق فضة سلطان.

## طفولته
شاهزاده محمد صلاح الدين من مواليد 12 أغسطس 1861 في قصر السلاطين. والده السلطان مراد الخامس، ووالدته ريفتار دل قادين كان الطفل الأكبر والوحيد لمراد الخامس، وهو حفيد السلطان عبد المجيد الأول وشوق فضة سلطان.
تم ختان صلاح الدين في عام 1870. ومن بين الأمراء الآخرين الذين تم ختانهم معه أعمامه، شاهزاده سليم سليمان، شاهزاده محمد وحيد الدين، أبناء السلطان عبد المجيد الأول، شاهزاده يوسف عز الدين، شاهزاده محمود جلال الدين، أبناء السلطان عبد العزيز الأول، سلطان زاده علاء الدين ابن منيرة سلطان، وابنة عبد المجيد.
تعلم صلاح الدين في مدرسة الأمير، في قصر السلاطين، حيث كان مدرسه سليمان آغا. بعد تخرجه من مدرسة الأمير، التحق بالكلية العسكرية العثمانية، ليصبح لواءًا في الجيش العثماني الإمبراطوري.
بعد خلع عم مراد السلطان عبد العزيز، وطلوعه العرش في 30 مايو 1876، استقرت عائلته في قصر السلاطين. حكم لمدة ثلاثة أشهر، ثم تم إقالته في 30 أغسطس 1876، بسبب عدم الاستقرار العقلي وسُجن في قصر جراغان. تبعه صلاح الدين ووالدته في الحبس.

## الحياة في الحبس
في وقت احتجاز أسرته، كان صلاح الدين في الخامسة عشرة من عمرها. كان يسكن في الطابق الأرضي من قصر جاغران. خلال ذلك الوقت، كتب صلاح الدين مذكرات تقدم سردًا للحياة اليومية للأفراد المسجونين من عائلة والده المباشرة وحاشيتهم.
رفعت باشا، الذي تم تعيينه لعلاج أهل حاشية مراد، اقترح على صلاح الدين أن يعلمه قليلاً عن الطب. قبل صلاح الدين بكل سرور اقتراحه. فقرر الاثنان أن يقولا أن صلاح الدين كان يعاني من بعض الأمراض. ثم بدأ رفعت باشا في القدوم إلى القصر بشكل متكرر، حيث كان يعالج أولاً أي مريض قبل أن يغلق نفسه في غرفة مع صلاح الدين ويعمل معه. كان رفعت باشا يملي صلاح الدين الأشياء المهمة التي قام بتدوينها ليحفظها ليلاً. أثبتت دراسة صلاح الدين للطب بهذه الطريقة أنها مفيدة للغاية، فقد جاء يوم حين عالج والده بنفسه.
بعد وفاة شوق فضة سلطان في عام 1889، ركز مراد كل حبه واهتمامه على أطفاله. أصبح صلاح الدين رفيقه في الحزن، ومضى الاثنان لساعات طويلة معًا متذكرين الأيام الماضية وتوقع ما سيواجههم في المستقبل. لبعض الوقت كان الأب والابن مهتمين بكتاب المثنوي المعنوي، حيث أمضيا ساعات في قراءة بعض الأبيات من هذا العمل وتمتعا في القيام بذلك.

## الزواج
كانت زوجة صلاح الدين الأولى ديلافيز خانم. ولدت في عام 1862 في باطوم، جورجيا. أحضرها محمود جلال الدين باشا للحرملك. تزوجا في 13 مارس 1877. والدة عائشة بيهان سلطان. توفيت بسبب مرض السل في جناح مالطا في قصر يلدز، ودُفنت في مقبرة يحيى أفندي.
زوجته الثانية كانت توحيدة زاتي جول خانم. ابنة إبراهيم بك. ولدت في 25 يناير 1864 في باطوم، جورجيا. تزوجا في 3 ديسمبر 1878. والدة جليلة سلطان، رقية سلطان، عديلة سلطان، أمينة عطية سلطان. توفيت في 8 أبريل 1896، ودُفنت في مقبرة يحيى أفندي.
زوجته الثالثة كانت زليخة وصفي جيهان خانم. تزوجا في عام 1879. والدة شاهزاده لفاء الدين. طلق الاثنتين في عام 1882. زوجته الرابعة كانت نازك ناز خانم. ولدت في عام 1862 في قارص، القوقاز. تزوجا في 7 يوليو 1879. والدة بهية سلطان وشاهزاده. توفيت في 17 فبراير 1928 في نيس، فرنسا.
زوجته الخامسة كانت غول تار خانم. ابنة خليل بك طارق انيشفيلي. ولدت في 18 أبريل 1867 في تبليسي، جورجيا. تزوجا في 10 ديسمبر 1886. والدة صفية سلطان. توفيت في 17 فبراير 1895، ودُفنت في مقبرة يحيى أفندي.
زوجته السادسة كانت جلفار خانم. ولدت في 19 أغسطس 1872 في كارس، القوقاز. تزوجا في 15 أبريل 1891. والدة شاهزاده عثمان فؤاد. توفيت في 7 أبريل 1937 في أورتاكوي، إسطنبول. زوجته السابعة كانت جميلة دلبريستان خانم. ولدت في عام 1880. تزوجت في عام 1895. توفيت في عام 1955 في إسطنبول.

## وفاته
توفي الشاهزاده محمد صلاح الدين في 29 أبريل 1915 في قصر فينيريولو، أسكدار عن عمر ناهز خمسين عامًا، وكانت وفاته بعد وفاة والده بأحد عشر عامًا. ترك ابنان وأربع بنات. دفن في ضريح شهازاده أحمد كمال الدين، مقبرة يحيى أفندي، إسطنبول.